# Ditchling Common

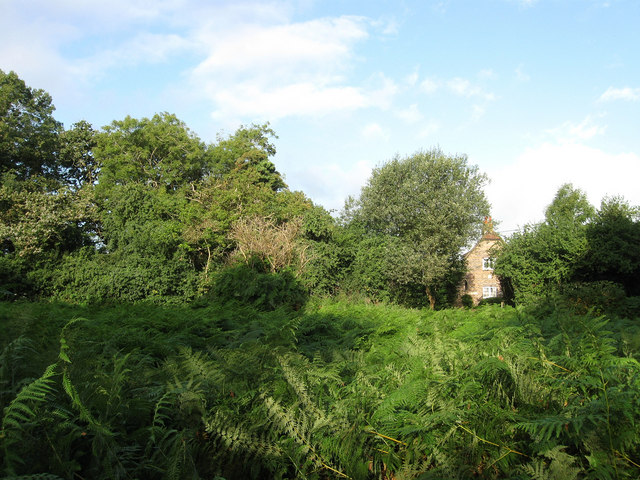
Ditchling Common

Ditchling Common ist seit 1974 ein Landschaftspark in der Grafschaft West Sussex in England. Er liegt nördlich der Ortschaft Ditchling zwischen Haywards Heath und Lewes. Der Park erstreckt sich auf einer Fläche von 76 ha und dient in erster Linie als Naherholungsgebiet für die Einwohner des benachbarten Burgess Hill.

## Weblink
- Ditchling Common Country Park bei eastsussex.gov.uk, abgerufen am 18. März 2013